# Tatjana Logoenova
Tatjana Joerjevna Logoenova (Russisch: Татьяна Юрьевна Логунова) (Moskou, 3 juli 1980) is een Russisch schermer.

## Carrière
Logoenova nam vijfmaal deel aan de Olympische Spelen won in 2000 en 2004 olympisch goud met het degen team en in 2016 brons.
In 2001 en 2003 werd zij wereldkampioen met het team.

## Resultaten

### Olympische Zomerspelen
| Jaar | Plaats         | Resultaten           |
| ---- | -------------- | -------------------- |
| 2000 | Sydney         | 4e degen degen team  |
| 2004 | Athene         | 13e degen degen team |
| 2008 | Peking         | 17e degen            |
| 2012 | Londen         | 4e degen team        |
| 2016 | Rio de Janeiro | 18e degen degen team |

### Wereldkampioenschappen schermen
| Jaar | Plaats          | Resultaten |
| ---- | --------------- | ---------- |
| 2001 | Nîmes           | degen team |
| 2003 | Havana          | degen team |
| 2007 | Sint Petersburg | degen team |
| 2010 | Parijs          | degen      |

1996: Barlois, Flessel, Moressée-Pichot ·
2000: Aznavoerjan, Jermakova, Logoenova, Mazina ·
2004: Logoenova, Aznavoerjan, Jermakova, Sivkova ·
2012: Na, Xiaojuan, Yujie, Anqi ·
2016: Dinu, Gherman, Pop, Popescu ·
2020: Beljajeva, Embrich, Kirpu, Lehis ·
2024: Fiamingo, Navarria, Rizzi, Santuccio